# Métalinguistique
Ne pas confondre avec la métalinguistique au sens des processus de pensée, de conscience et de réflexion qui portent sur le langage.
Cet article concerne ce qui a trait au discours sur le langage. Pour l'étude des relations entre langue et culture, voir exolinguistique.
Métalinguistique est un adjectif qui signifie « relatif au métalangage ».
Les mots grammaire, verbe, nom, et adjectif peuvent être utilisés de façon métalinguistique. Par exemple, nom désigne tantôt le mot par lequel on appelle une personne : le mot nom fait partie de l'onomastique dans « ce nom ne m'est pas étranger » ou « quel est votre nom de famille ? » mais quand nom désigne la nature grammaticale d'un mot, comme dans « en français, le nom précède en général le verbe », le mot nom est un terme métalinguistique.
N'importe quel mot peut devenir métalinguistique. Dans « Le avaient de « ils avaient déjà mangé » est l'auxiliaire du verbe manger », le mot avaient, au début de la phrase, ne fonctionne plus comme un verbe, mais comme un nom, actualisé par l’article le, dans un usage métalinguistique.
L'usage d'un mot dans un registre métalinguistique s'accompagne d'une neutralisation. On dira « Le belle de « Cette fille est belle » est un adjectif ». En outre, le mot devient alors invariable :
- Tous les belle des phrases « je suis belle », « tu es belle », « elle est belle », sont des adjectifs qualificatifs.
- Il m'a convaincu, tout comme le chimpanzé qui meurt d'être seul, que « je » n'existe que si « tu » existe ; où le verbe existe est à la 3e personne du singulier dans les deux cas[1].

À partir d'un certain niveau de complexité d'un discours, on peut se demander si la différence entre métalinguistique et non métalinguistique est simplement dichotomique, ou s'il ne faut pas plutôt envisager la possibilité d'un nombre indéfini de lexiques utilisés concurremment. C'est le cas notamment dans les sciences humaines, lorsqu'on fait référence à un terme qui a des acceptions différentes selon les auteurs. On pourra dire : le terme n au sens de [l'auteur] X). On aboutit alors au concept d'espace de noms, utilisé notamment dans le langage informatique XML.
On parle aussi de négation métalinguistique lorsque la négation porte, non sur le dictum (ce qui est asserté), mais sur l'expression, les présupposés, etc., comme dans :
- Jean n'a pas cessé de fumer : il n'a jamais fumé.
- Le directeur ne m'a pas demandé de sortir, il m'a fichu à la porte.

Le mot métalinguistique a pu avoir, dans les années 1960, la même signification que celle de l'anglais metalinguistics au sens de « étude des rapports entre le langage et toutes les caractéristiques psychologiques et culturelles des utilisateurs de ce langage » qui est l’étude de la relation entre la structure grammaticale d'une langue et la vision du monde propre aux locuteurs de cette langue. On voit que cette signification, aujourd'hui obsolète, est beaucoup plus large que la précédente ; on lui préfèrera le terme d’exolinguistique.